# Landschapspark Grenzeloos bocagelandschap

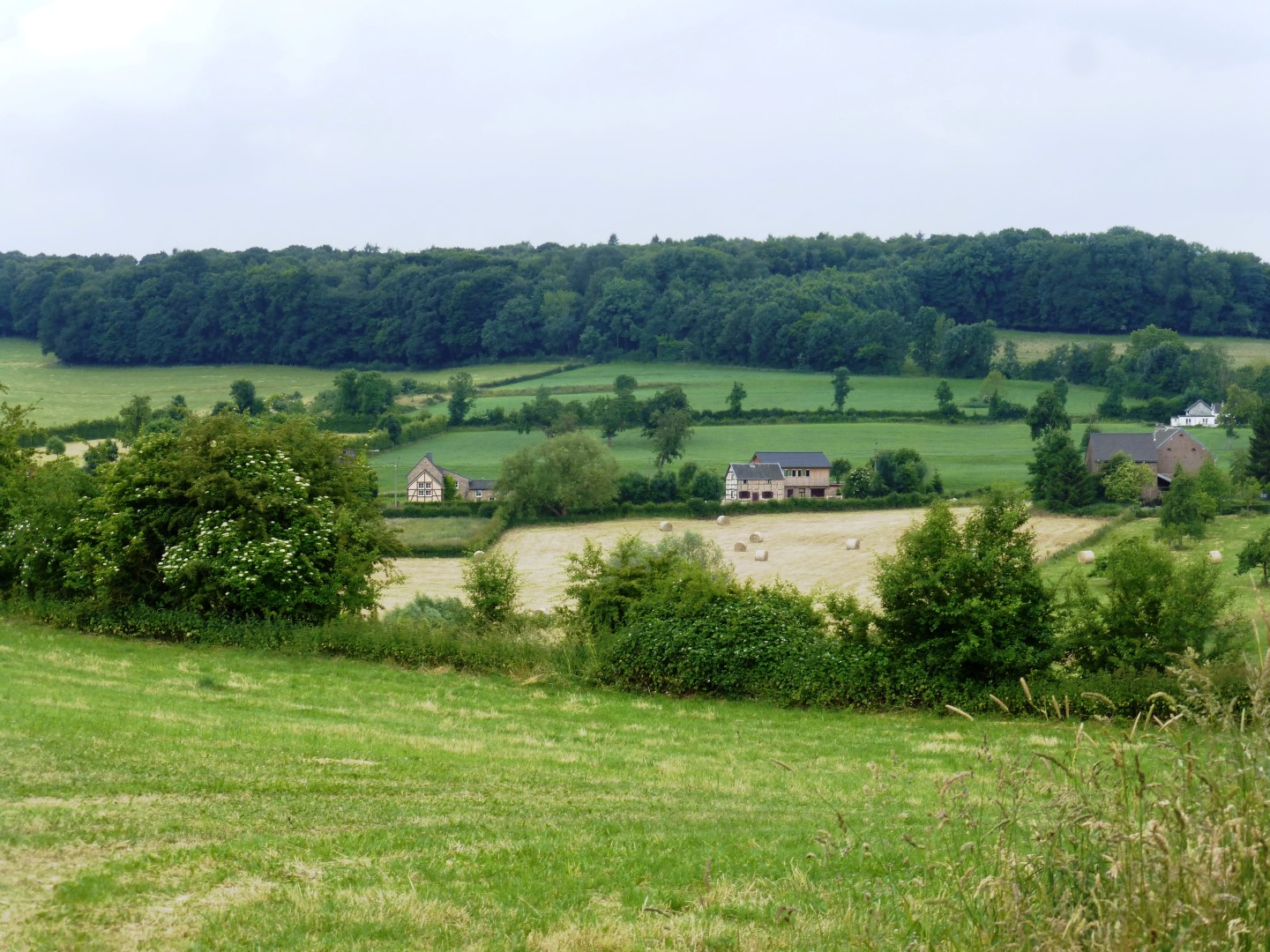
Landschapspark Grenzeloos bocagelandschap

Het Landschapspark Grenzeloos bocagelandschap is een landschapspark in Vlaanderen. Het omvat de Voerstreek in Voeren, en er is samenwerking met delen van het Waalse Land van Herve en het Zuid-Limburgse Heuvelland (Nationaal Landschap Zuid-Limburg) in Nederland. Het park is een samenwerking van Voeren, Dalhem, Plombières, Aubel, Gulpen-Wittem, Eijsden-Margraten en Vaals.
Het Landschapspark werd opgericht in oktober 2023 als een van de vijf Vlaamse landschapsparken. Zoals ieder Vlaams landschapspark is het Landschapspark Grenzeloos bocagelandschap een landschappelijk waardevol gebied met minstens 70% open ruimte en minstens 15% natuur. De naam van het park verwijst naar bocage, een landschapstype dat bestaat uit onregelmatige perceeltjes die door heggen van elkaar worden gescheiden. 